# Cacia multiguttata
Cacia multiguttata är en skalbaggsart som beskrevs av Stefan von Breuning 1968. Cacia multiguttata ingår i släktet Cacia och familjen långhorningar. Inga underarter finns listade.